# Мат Дилахънти
Матю Уейд Дилахънти е американски атеист и активист.
Дилахънти често участва в дебати и изнася лекции в множество американски университети. През лятото на 2017 година Дилахънти участва в турне с лекции, спонсорирано от философска фондация „Панбърн“, споделяйки сцената със Сам Харис, Ричард Докинс и Лорънс Краус.